# Схід-Side
«Схід-Side» — український джазовий колектив.

## Загальні відомості
Гурт був створений 1995 року в Кривому Розі під назвою «В of the W» (blackest of the whites, найчорніші з білих).
До його складу входили: Дмитро Александров (тенор-саксофон), Олег Шведов (тенор-саксофон), Юрій Койніченко (тромбон), Юрій Толстолуцький (бас-гітара), Андрій Сударкін (баритон-саксофон). В цьому складі музиканти також грали в гурті Володимира Прихожая (Суми).
Під час нікопольського фестивалю до гурту приєднався відомий згодом за виступами в «Океані Ельзи» контрабасист і бас-гітарист Денис Дудко.
1996 року до гурту, який вже став харківським, приєднується барабанщик Олександр Лебеденко, який на той час виступав ще й у гурті Сергія Давидова (Харків).
Згодом в колективі з'являється Володимир Шабалтас, з ним гурт виступає у відомих програмах Олексія Когана в комплексі «Динамо-Люкс» та на багатьох фестивалях.
Під час гастролей по Німеччині гурт називався «Special Message», але назва не прижилась.
Назва Cxid-Side з'явилась з пісні гурту «Танок на майдані Конґо», з яким Cxid-Side співпрацював. Словосполучення придумав Фагот, який дав згоду на те, щоб джазовий гурт-партнер взяв собі таку назву.
2001 року гурт переїхав до Києва, де до його колективу приєднався клавішник Олексій Саранчін.
2003 року спільно з ТНМК було представлено спільну живу програму «Jazzy».
За 10 років свого існування гурт часто змінював свій склад. Олексій Саранчін та Денис Дудко продовжили свою кар'єру в інших колективах (ТНМК, Океан Ельзи відповідно). Їх замінили молодий композитор Ілля Єресько та Валентин Корнієнко.
Восени 2005 року бенд залишають Володимир Шабалтас та Олександр Лебеденко, які стали музикантами гурту «ВІА Гра».
До складу гурту прийшов 15-річний барабанщик Олег Марков. До концертів гурту запрошується найкращий український барабанщик Алік Фантаєв.
Схід-Side став першим джазовим гуртом в Україні, який мав довгостроковий контракт з фірмою звукозапису. Лейблом стала LEMMA. З «JRC» видано диск «Схід-Side». Кожен музикант має свій сольний CD.
Музиканти виконували також власні композиції, автори — Володимир Шабалтас, Дмитро Александров, Денис Дудко.

## Склад
- Дмитро Александров (тенор-саксофон)
- Ілля Єресько (орган, рояль, клавішні)
- Володимир Шабалтас (гітара)
- Валентин Корнієнко (контрабас, бас-гітара)
- Олександр Лебеденко (ударні)
- Олег Марков (ударні)
- Олексій Саранчін (клавішні)
- Денис Дудко (контрабас)

## Партнери
- Танок на майдані Конґо
- Лілія Гревцова

## Дискографія
- Збірник «Голос небес», 2000 JRC CD
- Збірник «Jazz Inside, Vol. 1», 2000 JRC CD
- Mika Pohjola «Live in Ukraine», 2001 FA
- «Yellow & Blue», 2001 Lemma CD
- Давид Голощокін, «Четверо», 2001 DGCD
- Збірник «Jazz Ballads 2001», JRC CD
- Збірник «Jazz Inside, Vol. 2», 2001 JRC CD
- «Jazzium, Vol. 1», 2002 Lemma CD
- «Jazzy», 2003
- Jazzy. Live in 44, 2004
- Альбом «Brand New», 2005